# دانشگاه امپراریال د کاستاریکا
دانشگاه امپراریال د کاستاریکا (به لاتین: Universidad Empresarial de Costa Rica) یک دانشگاه در کاستاریکا است که در سان خوزه (کاستاریکا) واقع شده‌است.